# Coppa Intertoto 1969
La Coppa Intertoto 1969 è stata la terza edizione di questa competizione (la nona, contando anche quelle della Coppa Rappan) gestita dalla SFP, la società di scommesse svizzera.
Non era prevista la fase finale fra le vincitrici della fase a gironi della fase estiva. Le squadre che si imponevano nei singoli raggruppamenti venivano considerate tutte vincenti a pari merito e ricevevano, oltre ad un piccolo trofeo, un cospicuo premio in denaro.

## Partecipanti
| Nazione                   | Squadra                                                       | Campionato | Note                                                            |
| ------------------------- | ------------------------------------------------------------- | --- | --------------------------------------------------------------- |
| Cecoslovacchia (bandiera) | Jednota Trenčín ZVL Žilina VSS Košice VCHZ Pardubice          | 6º campionato di Cecoslovacchia 1968-69 7º campionato di Cecoslovacchia 1968-69 8º campionato di Cecoslovacchia 1968-69 14º campionato di Cecoslovacchia 1968-69           | Vincitrice della Coppa Intertoto Girone B4 nell'anno precedente |
| Germania (bandiera)       | Hannover 96 Kaiserslautern Fürth Saarbrücken                  | 11º campionato di Germania Ovest 1968-69 15º campionato di Germania Ovest 1968-69                                                                                          |                                                                 |
| Paesi Bassi (bandiera)    | Go Ahead Eagles GVAV-Rapiditas N.E.C.                         | 4º campionato d'Olanda 1968-69 11º campionato d'Olanda 1968-69 12º campionato d'Olanda 1968-69                                                                             |                                                                 |
| Svizzera (bandiera)       | Young Boys Lugano Bellinzona Servette La Chaux-de-Fonds       | 4º campionato di Svizzera 1968-69 5º campionato di Svizzera 1968-69 6º campionato di Svizzera 1968-69 8º campionato di Svizzera 1968-69 12º campionato di Svizzera 1968-69 |                                                                 |
| Polonia (bandiera)        | Szombierki Bytom Zagłębie Sosnowiec Wisła Cracovia Odra Opole | 4º campionato di Polonia 1968-69 5º campionato di Polonia 1968-69 7º campionato di Polonia 1968-69 9º campionato di Polonia 1968-69                                        | Vincitrice della Coppa Intertoto Girone B6 nell'anno precedente |
| Svezia (bandiera)         | Öster Malmö FF IFK Norrköping Djurgården Örebro               | Campione di Svezia 1968 Vicecampione di Svezia 1968 3º campionato di Svezia 1968 4º campionato di Svezia 1968 5º campionato di Svezia 1968                                 |                                                                 |
| Francia (bandiera)        | Olympique Marsiglia                                           | 7º campionato di Francia 1968-69 | Vincitrice Coppa di Francia 1968-69                             |
| Belgio (bandiera)         | Lierse Beveren                                                | 3º campionato del Belgio 1968-69 6º campionato del Belgio 1968-69 | Vincitrice Coppa di Belgio 1968-69                              |
| Austria (bandiera)        | Austria Vienna Wiener Sport-Club Rapid Vienna LASK            | Campione d'Austria 1968-69 Vicecampione d'Austria 1968-69 3º campionato d'Austria 1968-69 4º campionato d'Austria 1968-69                                                  | Vincitrice Coppa d'Austria 1968-69                              |
| Danimarca (bandiera)      | KB Esbjerg Frem Boldklubben 1913                              | Campione di Danimarca 1968 Vicecampione di Danimarca 1968 3º campionato di Danimarca 1968 4º campionato di Danimarca 1968                                                  |                                                                 |

## Squadre partecipanti
La fase a gironi del torneo era composta da nove gruppi di quattro squadre ciascuno, le squadre che si imponevano nei singoli raggruppamenti venivano considerate tutte vincenti a pari merito.
Rispetto alla Coppa dell'edizione precedente, non partecipano le squadre della Germania Est, dell'Italia, della Spagna e del Portogallo
- In giallo le vincitrici dei gironi.

|          | Austria        | Belgio      | Cecoslovacchia  | Danimarca | Francia             | Germania Ovest | Paesi Bassi     | Polonia            | Svezia         | Svizzera          |
| Girone 1 | -              | -           | -               | -         | Olympique Marsiglia | Kaiserslautern | -               | -                  | Malmö FF       | Servette          |
| Girone 2 | -              | -           | -               | -         | -                   | -              | Go Ahead Eagles | Szombierki Bytom   | Öster          | Lugano            |
| Girone 3 | Wiener SC      | -           | -               | -         | -                   | Fürth          | -               | Zagłębie Sosnowiec | Djurgården     | -                 |
| Girone 4 | -              | -           | ZVL Žilina      | -         | -                   | -              | N.E.C.          | -                  | Örebro         | Bellinzona        |
| Girone 5 | Rapid Vienna   | -           | -               | -         | -                   | Hannover 96    | -               | -                  | IFK Norrköping | Young Boys        |
| Girone 6 | Austria Vienna | -           | Jednota Trenčín | KB        | -                   | Saarbrücken    | -               | -                  | -              | -                 |
| Girone 7 | LASK           | -           | Pardubice       | Frem      | -                   | -              | GVAV-Rapiditas  | -                  | -              | -                 |
| Girone 8 | -              | Lierse      | VSS Košice      | Esbjerg   | -                   | -              | -               | Wisła Cracovia     | -              | -                 |
| Girone 9 | -              | KSK Beveren | -               | B 1913    | -                   | -              | -               | Odra Opole         | -              | La Chaux-de-Fonds |

## Risultati
Date: 28 giugno (1ª giornata), 5 luglio (2ª giornata), 12 luglio (3ª giornata), 19 luglio (4ª giornata), 26 luglio (5ª giornata) e 2 agosto 1969 (6ª giornata).

### Girone 1
| Squadra             | Pti | G | V | N | P | GF | GS | DR |
| ------------------- | --- | - | - | - | - | -- | -- | -- |
| Malmö FF            | 9   | 6 | 4 | 1 | 1 | 15 | 8  | +7 |
| Kaiserslautern      | 6   | 6 | 3 | 0 | 3 | 9  | 8  | +1 |
| Olympique Marsiglia | 5   | 6 | 1 | 3 | 2 | 3  | 9  | –6 |
| Servette            | 4   | 6 | 1 | 2 | 3 | 7  | 9  | –2 |

|                | Mal | Kai | Mar | Ser |
| -------------- | --- | --- | --- | --- |
| Malmö          |     | 4-0 | 1-0 | 4-2 |
| Kaiserslautern | 1-3 |     | 6-0 | 1-0 |
| Marsiglia      | 1-1 | 1-0 |     | 1-1 |
| Servette       | 4-2 | 0-1 | 0-0 |     |

### Girone 2
| Squadra          | Pti | G | V | N | P | GF | GS | DR  |
| ---------------- | --- | - | - | - | - | -- | -- | --- |
| Szombierki Bytom | 8   | 6 | 3 | 2 | 1 | 17 | 6  | +11 |
| Öster            | 8   | 6 | 3 | 2 | 1 | 11 | 8  | +3  |
| Go Ahead Eagles  | 5   | 6 | 1 | 3 | 2 | 10 | 8  | +2  |
| Lugano           | 3   | 6 | 0 | 3 | 3 | 3  | 19 | –16 |

|                 | Szo | Öst | GAE | Lug  |
| --------------- | --- | --- | --- | ---- |
| Szombierki      |     | 2-1 | 1-0 | 11-0 |
| Östers          | 3-1 |     | 3-2 | 1-0  |
| Go Ahead Eagles | 2-2 | 1-1 |     | 1-1  |
| Lugano          | 0-0 | 2-2 | 0-4 |      |

### Girone 3
Il Fürth vince il girone grazie al quoziente-reti (1,400 contro il 1,333 dello Zagłębie Sosnowiec).
| Squadra            | Pti | G | V | N | P | GF | GS | DR |
| ------------------ | --- | - | - | - | - | -- | -- | -- |
| Fürth              | 7   | 6 | 2 | 3 | 1 | 7  | 5  | +2 |
| Zagłębie Sosnowiec | 7   | 6 | 3 | 1 | 2 | 8  | 6  | +2 |
| Wiener SC          | 5   | 6 | 2 | 1 | 3 | 14 | 11 | +3 |
| Djurgården         | 5   | 6 | 2 | 1 | 3 | 9  | 16 | –7 |

|            | Für | Zag | WSC | Dju |
| ---------- | --- | --- | --- | --- |
| Fürth      |     | 0-0 | 1-0 | 1-1 |
| Zagłębie   | 1-0 |     | 3-1 | 3-0 |
| Wiener SC  | 2-2 | 3-0 |     | 6-0 |
| Djurgården | 1-2 | 2-1 | 5-2 |     |

### Girone 4
| Squadra    | Pti | G | V | N | P | GF | GS | DR |
| ---------- | --- | - | - | - | - | -- | -- | -- |
| ZVL Žilina | 9   | 6 | 4 | 1 | 1 | 12 | 7  | +5 |
| Örebro     | 6   | 6 | 2 | 2 | 2 | 9  | 7  | +2 |
| N.E.C.     | 6   | 6 | 1 | 4 | 1 | 8  | 7  | +1 |
| Bellinzona | 3   | 6 | 1 | 1 | 4 | 6  | 14 | –8 |

|            | Žil | Öre | NEC | Bel |
| ---------- | --- | --- | --- | --- |
| Žilina     |     | 4-1 | 2-1 | 3-0 |
| Örebro     | 3-0 |     | 1-1 | 1-2 |
| NEC        | 1-1 | 0-0 |     | 2-0 |
| Bellinzona | 1-2 | 0-3 | 3-3 |     |

### Girone 5
| Squadra        | Pti | G | V | N | P | GF | GS | DR |
| -------------- | --- | - | - | - | - | -- | -- | -- |
| IFK Norrköping | 7   | 6 | 3 | 1 | 2 | 11 | 8  | +3 |
| Rapid Vienna   | 6   | 6 | 2 | 2 | 2 | 13 | 7  | +6 |
| Hannover 96    | 6   | 6 | 2 | 2 | 2 | 7  | 8  | –1 |
| Young Boys     | 5   | 6 | 2 | 1 | 3 | 8  | 16 | –8 |

|            | Nor | Rap | Han | Y.B |
| ---------- | --- | --- | --- | --- |
| Norrköping |     | 3-2 | 1-0 | 1-2 |
| Rapid      | 0-0 |     | 2-0 | 8-1 |
| Hannover   | 3-2 | 1-1 |     | 1-1 |
| Young Boys | 1-4 | 2-0 | 1-2 |     |

### Girone 6
| Squadra         | Pti | G | V | N | P | GF | GS | DR  |
| --------------- | --- | - | - | - | - | -- | -- | --- |
| Jednota Trenčín | 11  | 6 | 5 | 1 | 0 | 16 | 3  | +13 |
| Austria Vienna  | 5   | 6 | 2 | 1 | 3 | 10 | 10 | 0   |
| Saarbrücken     | 5   | 6 | 2 | 1 | 3 | 7  | 11 | –4  |
| KB              | 3   | 6 | 1 | 1 | 4 | 11 | 20 | –9  |

|             | Jed | Aus | Saa | KB  |
| ----------- | --- | --- | --- | --- |
| Jednota     |     | 3-2 | 1-0 | 5-0 |
| Austria     | 0-2 |     | 0-0 | 5-3 |
| Saarbrücken | 0-4 | 1-0 |     | 2-3 |
| KB          | 1-1 | 1-3 | 3-4 |     |

### Girone 7
| Squadra        | Pti | G | V | N | P | GF | GS | DR |
| -------------- | --- | - | - | - | - | -- | -- | -- |
| Frem           | 9   | 6 | 3 | 3 | 0 | 12 | 7  | +5 |
| GVAV-Rapiditas | 6   | 6 | 2 | 2 | 2 | 6  | 7  | –1 |
| Pardubice      | 5   | 6 | 2 | 1 | 3 | 7  | 10 | –3 |
| LASK           | 4   | 6 | 1 | 2 | 3 | 6  | 7  | –1 |

|           | Fre | Gro | Par | Lin |
| --------- | --- | --- | --- | --- |
| Frem      |     | 2-0 | 3-1 | 2-1 |
| Groningen | 2-2 |     | 1-2 | 1-0 |
| Pardubice | 1-1 | 1-2 |     | 2-1 |
| Linz      | 2-2 | 0-0 | 2-0 |     |

### Girone 8
| Squadra        | Pti | G | V | N | P | GF | GS | DR  |
| -------------- | --- | - | - | - | - | -- | -- | --- |
| Wisła Cracovia | 9   | 6 | 4 | 1 | 1 | 10 | 7  | +3  |
| VSS Košice     | 8   | 6 | 3 | 2 | 1 | 14 | 8  | +6  |
| Lierse         | 7   | 6 | 2 | 3 | 1 | 11 | 6  | +5  |
| Esbjerg        | 0   | 6 | 0 | 0 | 6 | 2  | 16 | -14 |

|         | Wis | Koš | Lie | Esb |
| ------- | --- | --- | --- | --- |
| Wisła   |     | 4-0 | 2-1 | 2-1 |
| Košice  | 4-0 |     | 2-2 | 4-0 |
| Lierse  | 1-1 | 1-1 |     | 4-0 |
| Esbjerg | 0-1 | 1-3 | 0-2 |     |

### Girone 9
| Squadra           | Pti | G | V | N | P | GF | GS | DR |
| ----------------- | --- | - | - | - | - | -- | -- | -- |
| Odra Opole        | 9   | 6 | 4 | 1 | 1 | 11 | 4  | +7 |
| KSK Beveren       | 6   | 6 | 2 | 2 | 2 | 8  | 6  | +2 |
| La Chaux-de-Fonds | 6   | 6 | 3 | 0 | 3 | 9  | 13 | –4 |
| B 1913            | 3   | 6 | 1 | 1 | 4 | 4  | 9  | –5 |

|                   | Odr | Bev | LCF | 1913 |
| ----------------- | --- | --- | --- | ---- |
| Odra              |     | 2-0 | 3-0 | 2-0  |
| Beveren           | 0-0 |     | 4-0 | 1-1  |
| La Chaux-de-Fonds | 3-2 | 3-2 |     | 3-1  |
| B 1913            | 1-2 | 0-1 | 1-0 |      |